# Basiglio
Basiglio is een gemeente in de Italiaanse metropolitane stad Milaan (regio Lombardije) en telt 8444 inwoners (31-12-2004). De oppervlakte bedraagt 8,5 km², de bevolkingsdichtheid is 1031 inwoners per km².
De volgende frazioni maken deel uit van de gemeente: Milano 3.

## Demografie
Basiglio telt ongeveer 3263 huishoudens. Het aantal inwoners steeg in de periode 1991-2001 met 27,2% volgens cijfers uit de tienjaarlijkse volkstellingen van ISTAT.
| Jaar | Inwoneraantal |
| ---- | ------------- |
| 1991 | 6552          |
| 2001 | 8336          |

## Geografie
De gemeente ligt op ongeveer 97 m boven zeeniveau.
Basiglio grenst aan de volgende gemeenten: Pieve Emanuele,
.